# سراج کلایه
سراج کلایه، روستایی از توابع بخش رودبارالموت شهرستان قزوین در استان قزوین ایران است.

## جمعیت
این روستا در شمال شرقی قزوین دهستان الموت شرقی قرار دارد، از شمال به رشته کوه‌های البرز که مرز بین مازندران والموت می‌باشد، از جنوب به طالقان از شرق به گرمارود و از غرب به روستای زوارک می‌رسد و براساس سرشماری مرکز آمار ایران در سال ۱۳۸۵، جمعیت آن ۲۹ نفر (۱۲خانوار) بوده‌است؛ که البته در تابستان جمعیت این روستا به بیش از ۴۰ خانوار می‌رسد. شغل اصلی مردم این روستا کشاورزی و دامداری می‌باشد ومحصولات اصلی این روستا شامل گرد، فندق، گندم، جوولوبیا، می‌باشد و از یک چشمه آب طبیعی به نام کرمه کٌش (کرم کش) برخوردار است که یکی از بهترین آب‌های منطقه (از لحاظ کیفیت شرب) راشامل می‌شود. تاتی زبان رایج در روستا است.